# Бравича
Бравича (рум. Bravicea) — село в Каларашском районе Молдавии. Относится к сёлам, не образующим коммуну.

## История
Впервые упоминается в 1603 году. Согласно Спискам населенных мест Бессарабской губернии за 1859 год, Бравича — резешское село при реке Кула в 430 дворов. Население составляло 1811 человек (928 мужчин, 883 женщины). Село входило в состав Оргеевского уезда Бессарабской губернии. Имелась одна православная церковь.
По данным справочника «Волости и важнейшие селения Европейской России» за 1886 год, Бравича — резешское село с 548 дворами и 2002 жителями, до 1918 года —  административный центр Бравичской волости Оргеевского уезда.
С 1930 по 1941 год — было центром Бравичского плоса Оргеевского жудеца (уезда).
С 11 ноября 1940 года по 9 января 1956 года село являлось административным центром Бравичского района.
С селом Бравича связаны имена родившихся тут выдающихся физиков-теоретиков академиков АН Молдовы Всеволода и Святослава Москаленко, профессоров экологии Юрия Попа и энтомологии Аси Тимуш, композиторов Влада Бурля и Влада Горгос и целого ряда других выдающихся людей.

## География
Село расположено в Кодрах на высоте 73 метров над уровнем моря. Расстояние до столицы Молдовы города Кишинэу — 51 км, до города Кэлэраш — 28 км.

## Население
По данным переписи населения 2004 года, в селе Бравича проживает 3155 человек (1509 мужчин, 1646 женщин).
Этнический состав села:
| Национальность | Число жителей | Процентный состав |
| -------------- | ------------- | ----------------- |
| молдаване      | 3077          | 97.53             |
| румыны         | 43            | 1.36              |
| русские        | 19            | 0.6               |
| украинцы       | 11            | 0.35              |
| прочие         | 5             | 0.16              |
| Всего          | 3155          | 100 %             |